# A Soul Eater fejezeteinek listája
A Soul Eater japán mangasorozat, amelynek írója és rajzolója Ókubo Acusi. A történet a Halálisten Fegyvermester Akadémián játszódik, a cselekmény három, egy fegyvermesterből és legalább egy emberi fegyverből álló csapat köré összpontosul. A csapatok célja, hogy a fegyvert „halálkaszává” fejlesszék fel, s így az Akadémia fejének, Halálisten mesternek fegyverévé változtassák. A folyamat során a fegyver lelkének 99 gonosz emberi lelket és egy boszorkány lelkét kell elfogyasztania pontosan ebben a sorrendben, különben az egész műveletet elölről kell kezdeni.
A mangát Square Enix publikálta, először három különálló one-shotban 2003. június 24. és november 26. között. Az első one-shot a Gangan Powered 2003-as nyári különszámában, a második ugyanezen magazin 2003-as őszi különszámában, a harmadik pedig a Gangan Wing számáiban jelent meg. A manga rendszeres publikálása 2004. május 12-én kezdődött a Square Enix Monthly Sónen Gangan mangamagazinjában. Az első tankóbon kötetet szintén a Square Enix jelentette meg a Gangan Comics kiadásában, Japánban 2004. június 22. és 2012. december 22. között 23 kötet került piacra. Észak-Amerikában a Yen Press vásárolta meg a kiadási jogokat és a Yen Plus mangamagazinban kezdte publikálni 2008. július 29-én. Az első kötet 2009. október 27-én jelent meg. A mangából 51 részes anime adaptáció is készült a Bones és az Aniplex készítésében, melyet a TV Tokyo sugárzott 2008. április 7. és 2009. március 30. között.

## Kötetek
| Kötet | Cím | Cím | Megjelenési dátum                                                                  | Megjelenési dátum                                                                  |  |
| Kötet | Magyar | Japán | Japán                                                                              | Magyar                                                                             |  |
| ----- | --- | --- | ---------------------------------------------------------------------------------- | ---------------------------------------------------------------------------------- |  |
|       | | |                                                                                    |                                                                                    |  |
| 1     | - | - | 2004. június 22.                                                                   | -                                                                                  |  |
| 1     | Fejezetek - Soul Eater (ソウル=イーター; Szóru Ítá; Hepburn: Sōru Ītā) - Black Star (ブラック☆スター; Burakku Szutá; Hepburn: Burakku Sutā) - Kid, a Halál fia (デス･ザ･キッド; Deszu za Kiddo; Hepburn: Desu za Kiddo) - 001. Extra leckék (1. rész) (補習授業(前編); Hosú dzsugjó (zenpen); Hepburn: Hoshū jugyō (zenpen)) | Fejezetek - Soul Eater (ソウル=イーター; Szóru Ítá; Hepburn: Sōru Ītā) - Black Star (ブラック☆スター; Burakku Szutá; Hepburn: Burakku Sutā) - Kid, a Halál fia (デス･ザ･キッド; Deszu za Kiddo; Hepburn: Desu za Kiddo) - 001. Extra leckék (1. rész) (補習授業(前編); Hosú dzsugjó (zenpen); Hepburn: Hoshū jugyō (zenpen)) | Szereplő(k) a borítón - Maka Albarn - Soul Eater - Blair                           | Szereplő(k) a borítón - Maka Albarn - Soul Eater - Blair                           |  |
| 1     | A Halálisten mester által alapított akadémián ifjú fegyvermestereket képeznek ki. Az ő céljuk, hogy 99 démontojássá változott léleknek és egy boszorkány lelkének a partnerükkel való megetetése után Halálkaszát csináljanak, amely Halálisten mester fegyvere lesz. A prológusban a történet három főszereplő csapatát ismerhetjük meg: Maka Albarnt (akinek az apja a jelenlegi Halálkasza) és partnerét, Soult; az egoista Black Start és a kedves Cubakit; valamint Kidet, Halálisten mester fiát, aki a szimmetria megszállottja, ezért van két fegyvere is, a Thompson ikrek személyében. Black Star és Maka nem túl eredményesek, ezért Halálisten mester különórára küldi őket, a zombivá változott Sid tanár úr ellen... | |                                                                                    |                                                                                    |  |
| 1     | ISBN: ISBN 978-4-7575-1223-8 | |                                                                                    |                                                                                    |  |
|       | | |                                                                                    |                                                                                    |  |
| 2     | - | - | 2004. november 22.                                                                 | -                                                                                  |  |
| 2     | Fejezetek - 002. Extra leckék (2. rész) (補習授業(後編); Hosú dzsugjó (kóhen)"; Hepburn: Hoshū jugyō (kōhen)) - 003. Új diák és lélekmegfigyelés ("新入生"と"魂観察"; „Sinnjúszei” to „tamasii kanszacu”; Hepburn: „Shinnyūsei” to „tamashii kansatsu”) - 004. Ragnarok, a démonkard (1. rész)" (魔剣(前編); Maken (zenpen)) - 005. Ragnarok, a démonkard (2. rész)" (魔剣(後編); Maken (kóhen); Hepburn: Maken (kōhen)) | Fejezetek - 002. Extra leckék (2. rész) (補習授業(後編); Hosú dzsugjó (kóhen)"; Hepburn: Hoshū jugyō (kōhen)) - 003. Új diák és lélekmegfigyelés ("新入生"と"魂観察"; „Sinnjúszei” to „tamasii kanszacu”; Hepburn: „Shinnyūsei” to „tamashii kansatsu”) - 004. Ragnarok, a démonkard (1. rész)" (魔剣(前編); Maken (zenpen)) - 005. Ragnarok, a démonkard (2. rész)" (魔剣(後編); Maken (kóhen); Hepburn: Maken (kōhen)) | Szereplő(k) a borítón - Black Star - Nakacukasza Cubaki                            | Szereplő(k) a borítón - Black Star - Nakacukasza Cubaki                            |  |
| 2     | Makának, Soulnak, Black Starnak, és Cubakinak Sid tanár úr után Stein professzorral kell szembeszállnia, aki egykoron Spirit partnere volt, és az Akadémia valaha volt legerősebb fegyvermestere. Szerencsére a diákok sikeresen veszik a próbatételt, és megmenekülnek a bukástól. Nem sokkal később csatlakozik hozzájuk Kid is, akit azonban eleinte nem fogadnak szívélyesen. Ami azonban sokkal aggasztóbb, hogy Maka és Soul egy firenzei útja során egy tiszta emberi lelkeket fogyasztó démonkarddal, Ragnarokkal, és mesterével, Cronával kerülnek szembe. Kettejük mögött pedig egy erős boszorkány, Medúza áll. A veszély legyőzése érdekében Stein és Spirit is akcióba lépnek, s bár sikerrel járnak, Soul súlyosan megsérül. | |                                                                                    |                                                                                    |  |
| 2     | ISBN: ISBN 978-4-7575-1322-8 | |                                                                                    |                                                                                    |  |
|       | | |                                                                                    |                                                                                    |  |
| 3     | - | - | 2005. április 22.                                                                  | -                                                                                  |  |
| 3     | Fejezetek - 006. Hatalom (聖剣; Szeiken; Hepburn: Seiken) - 007. A démonpenge (1. rész) (妖刀(前編); Jótó (zenpen); Hepburn: Yōtō (zenpen)) - 008. A démonpenge (2. rész) (妖刀(後編); Jótó (kóhen); Hepburn: Yōtō (kōhen)) - 009. Kitartó lélek (がんばれる魂; Ganbareru tamasii; Hepburn: Ganbareru tamashii) | Fejezetek - 006. Hatalom (聖剣; Szeiken; Hepburn: Seiken) - 007. A démonpenge (1. rész) (妖刀(前編); Jótó (zenpen); Hepburn: Yōtō (zenpen)) - 008. A démonpenge (2. rész) (妖刀(後編); Jótó (kóhen); Hepburn: Yōtō (kōhen)) - 009. Kitartó lélek (がんばれる魂; Ganbareru tamasii; Hepburn: Ganbareru tamashii) | Szereplő(k) a borítón - Kid, a Halál fia - Liz Thompson - Patty Thompson           | Szereplő(k) a borítón - Kid, a Halál fia - Liz Thompson - Patty Thompson           |  |
| 3     | Miközben Soul furcsa tüneteket produkál, melyek Makával való kapcsolatát is beárnyékolják, Black Star, büntetésből, amiért nem szerzett még egyetlen lelket sem, a könyvtárat kell, hogy kitakarítsa. Ám ő és Kid találnak egy könyvet Excaliburról, a legendás kardról, melyet azon nyomban nekilátnak megkeresni. Az azonban nem olyan, mint várták... Cubaki viszont éppen ekkor tökéli el, hogy leszámol bátyjával, aki démonistenné készül válni egy távoli faluban. Black Star és ő egy hihetetlen kalandba keverednek, miközben szembe kell nézniük a falusiak haragjával is. Mindeközben Medúza tovább folytatja kísérleteit a fekete vérrel, és ehhez nem rest saját rendtársait is felhasználni. | |                                                                                    |                                                                                    |  |
| 3     | ISBN: ISBN 978-4-7575-1413-3 | |                                                                                    |                                                                                    |  |
|       | | |                                                                                    |                                                                                    |  |
| 4     | - | - | 2005. augusztus 22.                                                                | -                                                                                  |  |
| 4     | Fejezetek - 010. Kísérlet (1. rész) (実験(前編); Dzsikken (zenpen); Hepburn: Jikken (zenpen)) - 011. Kísérlet (2. rész) (実験(後編); Dzsikken (kóhen); Hepburn: Jikken (kōhen)) - 012. Másolgatós vizsga (超筆記試験; Csó-hikkisiken; Hepburn: Chō-hikkishiken) - 013. Fekete sárkány (1. rész) (黒龍(前編); Kokurjú (zenpen); Hepburn: Kokuryū (zenpen)) - 014. Fekete sárkány (2. rész) (黒龍(後編); Kokurjú (kóhen); Hepburn: Kokuryū (kōhen)) | Fejezetek - 010. Kísérlet (1. rész) (実験(前編); Dzsikken (zenpen); Hepburn: Jikken (zenpen)) - 011. Kísérlet (2. rész) (実験(後編); Dzsikken (kóhen); Hepburn: Jikken (kōhen)) - 012. Másolgatós vizsga (超筆記試験; Csó-hikkisiken; Hepburn: Chō-hikkishiken) - 013. Fekete sárkány (1. rész) (黒龍(前編); Kokurjú (zenpen); Hepburn: Kokuryū (zenpen)) - 014. Fekete sárkány (2. rész) (黒龍(後編); Kokurjú (kóhen); Hepburn: Kokuryū (kōhen)) | Szereplő(k) a borítón - Medusa - Chrona - Ragnarok                                 | Szereplő(k) a borítón - Medusa - Chrona - Ragnarok                                 |  |
| 4     | Medúza nekilát, hogy kísérletezzen a fekete vérrel, és ehhez kiszabadítja a több évszázada a boszorkányok börtönében sínylődő Free-t, a démonszemű férfit. Neki a legjellemzőbb ismérve, hogy képes vérfarkassá változni, és emellett halhatatlan is. Soul és Maka a vele való összecsapás során nem is sejtik, hogy megfigyelik őket. Később a diákok egy komoly vizsgára készülnek. Maka keményen tanul, Soul puskákat gyárt, Black Star a válaszokat akarja megszerezni, Kid pedig magabiztosan nem csinál semmit. A vizsga napja aztán mindegyikük számára sok meglepetéssel jár... Kid és a Thompson-nővérek ezután egy tengerparti településre utaznak, majd vízre szállnak, hogy megkeressék a rettegett Nidhogg nevű kísértethajót. A hajó tele van emberi lelkekkel, felbukkan Crona és Ragnarok is, és Kid is megtud egyet s mást, melyek létfontosságúak lehetnek a jövőbeli harcukat tekintve...                                    | |                                                                                    |                                                                                    |  |
| 4     | ISBN: ISBN 978-4-7575-1505-5 | |                                                                                    |                                                                                    |  |
|       | | |                                                                                    |                                                                                    |  |
| 5     | - | - | 2005. december 22.                                                                 | -                                                                                  |  |
| 5     | Fejezetek - 015. Az emlékek bálja (創立記念前夜祭; Szóricu kinen zenjaszai; Hepburn: Sōritsu kinen zenyasai) - 016. Harc a végsőkig (1. rész) (前夜祭の死闘(その1); Zenjaszai no sitó (szono icsi); Hepburn: Zenyasai no shitō (sono ichi)) - 017. Harc a végsőkig (2. rész) (前夜祭の死闘(その2); Zenjaszai no sitó (szono ni); Hepburn: Zenyasai no shitō (sono ni)) - 018. Harc a végsőkig (3. rész) (前夜祭の死闘(その3); Zenjaszai no sitó (szono szan); Hepburn: Zenyasai no shitō (sono san)) | Fejezetek - 015. Az emlékek bálja (創立記念前夜祭; Szóricu kinen zenjaszai; Hepburn: Sōritsu kinen zenyasai) - 016. Harc a végsőkig (1. rész) (前夜祭の死闘(その1); Zenjaszai no sitó (szono icsi); Hepburn: Zenyasai no shitō (sono ichi)) - 017. Harc a végsőkig (2. rész) (前夜祭の死闘(その2); Zenjaszai no sitó (szono ni); Hepburn: Zenyasai no shitō (sono ni)) - 018. Harc a végsőkig (3. rész) (前夜祭の死闘(その3); Zenjaszai no sitó (szono szan); Hepburn: Zenyasai no shitō (sono san)) | Szereplő(k) a borítón - Spirit - Dr. Franken Stein                                 | Szereplő(k) a borítón - Spirit - Dr. Franken Stein                                 |  |
| 5     | Karácsony este egy fergeteges partit rendeznek az Akadémián, ahol maga Halálisten mester is megjelenik. Nem sejtik azonban, hogy ugyanezt az időpontot választotta ki Medúza, hogy csatlósai segítségével felélessze Asurát, az Akadémia alatt rejtőző démonistent. Mindössze Maka, Black Star, Kid, és fegyvereik: Soul, Cubaki, és a Thompson-ikrek vehetik fel a harcot a gonosszal, ám szerencsére segítségükre siet Stein professzor is. A Soul-ban rejtőző fekete vér azonban megkezdi negatív tevékenységét... | |                                                                                    |                                                                                    |  |
| 5     | ISBN: ISBN 978-4-7575-1584-0 | |                                                                                    |                                                                                    |  |
|       | | |                                                                                    |                                                                                    |  |
| 6     | - | - | 2006. április 22.                                                                  | -                                                                                  |  |
| 6     | Fejezetek - 019. Harc a végsőkig (4. rész) (前夜祭の死闘(その4); Zenjaszai no sitó (szono jon); Hepburn: Zenyasai no shitō (sono yon)) - 020. Harc a végsőkig (5. rész) (前夜祭の死闘(その5); Zenjaszai no sitó (szono go); Hepburn: Zenyasai no shitō (sono go)) - 021. Harc a végsőkig (6. rész) (前夜祭の死闘(その6); Zenjaszai no sitó (szono roku); Hepburn: Zenyasai no shitō (sono roku)) - 022. Harc a végsőkig (7. rész) (前夜祭の死闘(その7); Zenjaszai no sitó (szono nana); Hepburn: Zenyasai no shitō (sono nana)) | Fejezetek - 019. Harc a végsőkig (4. rész) (前夜祭の死闘(その4); Zenjaszai no sitó (szono jon); Hepburn: Zenyasai no shitō (sono yon)) - 020. Harc a végsőkig (5. rész) (前夜祭の死闘(その5); Zenjaszai no sitó (szono go); Hepburn: Zenyasai no shitō (sono go)) - 021. Harc a végsőkig (6. rész) (前夜祭の死闘(その6); Zenjaszai no sitó (szono roku); Hepburn: Zenyasai no shitō (sono roku)) - 022. Harc a végsőkig (7. rész) (前夜祭の死闘(その7); Zenjaszai no sitó (szono nana); Hepburn: Zenyasai no shitō (sono nana)) | Szereplő(k) a borítón - Eruka Frog - Free - Mizune                                 | Szereplő(k) a borítón - Eruka Frog - Free - Mizune                                 |  |
| 6     | Makán és Soul-on elhatalmasodik a fekete vér, és csak Maka hatalmas erején múlik, hogy mind ők ketten, mind Crona kiszabadul a gonosz erő hatása alól. Eközben Stein és Spirit tovább küzdenek Medúza ellen, míg Kid és Black Star a démonisten börtönénél próbálják megakadályozni a megakadályozhatatlant... Vajon mit tesz most Halálisten ebben a helyzetben? | |                                                                                    |                                                                                    |  |
| 6     | ISBN: ISBN 978-4-7575-1671-7 | |                                                                                    |                                                                                    |  |
|       | | |                                                                                    |                                                                                    |  |
| 7     | - | - | 2006. szeptember 22.                                                               | -                                                                                  |  |
| 7     | Fejezetek - 023. Alaphelyzet (日常; Nicsidzsó; Hepburn: Nichijō) - 024. Próbaidő (1. rész) (体験入閣(前編); Taiken njúkaku (zenpen); Hepburn: Taiken nyūkaku (zenpen)) - 025. Próbaidő (2. rész) (体験入閣(中篇); Taiken njúkaku (csúhen); Hepburn: Taiken nyūkaku (chūhen)) - 026. Próbaidő (3. rész) (体験入閣(後編); Taiken njúkaku (kóhen); Hepburn: Taiken nyūkaku (kōhen)) - 027. A testőr (1. rész) (用心棒(前編); Jódzsinbó (zenpen); Hepburn: Yōjinbō (zenpen)) | Fejezetek - 023. Alaphelyzet (日常; Nicsidzsó; Hepburn: Nichijō) - 024. Próbaidő (1. rész) (体験入閣(前編); Taiken njúkaku (zenpen); Hepburn: Taiken nyūkaku (zenpen)) - 025. Próbaidő (2. rész) (体験入閣(中篇); Taiken njúkaku (csúhen); Hepburn: Taiken nyūkaku (chūhen)) - 026. Próbaidő (3. rész) (体験入閣(後編); Taiken njúkaku (kóhen); Hepburn: Taiken nyūkaku (kōhen)) - 027. A testőr (1. rész) (用心棒(前編); Jódzsinbó (zenpen); Hepburn: Yōjinbō (zenpen)) | Szereplő(k) a borítón - Justin Law - Jumi Azusza - Marie Mjolnir                   | Szereplő(k) a borítón - Justin Law - Jumi Azusza - Marie Mjolnir                   |  |
| 7     | Most, hogy Asura, a démonisten kiszabadult, Halálisten mester összegyűjti a világ halálkaszáit, hogy a segítségükkel felkészüljön a közelgő veszedelemre. Kiengedik Cronát is, aki megkezdheti próbaidejét az Akadémián. Kezdésnek Makáékat kell elkísérnie egy könnyűnek látszó küldetésre, Csehországba, ahol egy gólem láthatólag minden ok nélkül elszabadult. Az őrület hatása alá kerülő Stein professzor gyanút fog, és nyomozni kezd - ebből kiderül, hogy egy ősrégi szervezet, az Arachnophobia tér vissza Medúza nővérének, Arachnénak a vezetésével, és úgy tűnik, valamilyen ördögi találmányt építenek. | |                                                                                    |                                                                                    |  |
| 7     | ISBN: ISBN 978-4-7575-1774-5 | |                                                                                    |                                                                                    |  |
|       | | |                                                                                    |                                                                                    |  |
| 8     | - | - | 2007. január 22.                                                                   | -                                                                                  |  |
| 8     | Fejezetek - 028. A testőr (2. rész) (用心棒(後編); Jódzsinbó (kóhen); Hepburn: Yōjinbō (kōhen)) - 029. Kígyó (蛇; Hebi) - 030. Rég várt találkozó (1. rész)" (再会特急(前編); Szaikai tokkjú (zenpen); Hepburn: Saikai tokkyū (zenpen)) - 031. Rég várt találkozó (2. rész)" (再会特急(後編); Szaikai tokkjú (kóhen); Hepburn: Saikai tokkyū (kōhen)) | Fejezetek - 028. A testőr (2. rész) (用心棒(後編); Jódzsinbó (kóhen); Hepburn: Yōjinbō (kōhen)) - 029. Kígyó (蛇; Hebi) - 030. Rég várt találkozó (1. rész)" (再会特急(前編); Szaikai tokkjú (zenpen); Hepburn: Saikai tokkyū (zenpen)) - 031. Rég várt találkozó (2. rész)" (再会特急(後編); Szaikai tokkjú (kóhen); Hepburn: Saikai tokkyū (kōhen)) | Szereplő(k) a borítón - Mira Nygus - Sid Barett                                    | Szereplő(k) a borítón - Mira Nygus - Sid Barett                                    |  |
| 8     | Black Star összecsap Mifunéval, és bár veszít, a szamuráj nagylelkűen elengedi, és segít neki Maka bénultságának leküzdésében, valamint tippet ad neki az erősödéshez. Mindeközben Medúza is reinkarnálódik, egy kígyó képében, mely aztán megszállja egy kislány testét, s így már emberi alakban szövögetheti új terveit. Miközben Stein professzor az Arachnophobiával való összecsapásra készíti fel tanítványait, a csoportos lélekrezonancia oktatásával, Sid tanár úr Halálisten mester kérésére az Akadémia széfjébe helyezi a nemrég megszerzett démoni találmányt. Szóba kerül ennek kapcsán Eibon, a démoni feltaláló; egy elszabadult vonat, és Kid döbbenetes felismerése, mely egészen más aspektusba helyezi a dolgokat... | |                                                                                    |                                                                                    |  |
| 8     | ISBN: ISBN 978-4-7575-1922-0 | |                                                                                    |                                                                                    |  |
|       | | |                                                                                    |                                                                                    |  |
| 9     | - | - | 2007. május 22.                                                                    | -                                                                                  |  |
| 9     | Fejezetek - 032. A szoba sarka (部屋の隅; Heja no szumi; Hepburn: Heya no sumi) - Speciális fejezet A Szent Kard legendája (聖剣伝説; Szeiken denszecu; Hepburn: Seiken densetsu) - 033. Párbajozás (対抗授業; Taikó dzsúgjó; Hepburn: Taikō jūgyō) - 034. A szelence (1. rész)" ("BREW"波乱(その1); "BREW" Haran (szono icsi); Hepburn: "BREW" Haran (sono ichi)) - 035. A szelence (2. rész)" ("BREW"波乱(その2); "BREW" Haran (szono ni); Hepburn: "BREW" Haran (sono ni)) | Fejezetek - 032. A szoba sarka (部屋の隅; Heja no szumi; Hepburn: Heya no sumi) - Speciális fejezet A Szent Kard legendája (聖剣伝説; Szeiken denszecu; Hepburn: Seiken densetsu) - 033. Párbajozás (対抗授業; Taikó dzsúgjó; Hepburn: Taikō jūgyō) - 034. A szelence (1. rész)" ("BREW"波乱(その1); "BREW" Haran (szono icsi); Hepburn: "BREW" Haran (sono ichi)) - 035. A szelence (2. rész)" ("BREW"波乱(その2); "BREW" Haran (szono ni); Hepburn: "BREW" Haran (sono ni)) | Szereplő(k) a borítón - Giriko - Arachne                                           | Szereplő(k) a borítón - Giriko - Arachne                                           |  |
| 9     | Miközben Kid Eibon után nyomoz, Cronát megkörnyékezi a visszatért Medúza, és arra kéri, hogy kémkedjen neki. Egy tollba rejtőzött kígyó-szellemet itat meg Marie-val, amely azonban más célt is szolgál: felerősíti Stein őrületét. Mindeközben az Akadémia tudomást szerez Eibon legördögibb találmányáról, a szelencéről, mely egy rég elhagyott szigeten rejtőzik. Ám az Arachnophobia sem rest akcióba lépni és megvívni érte a küzdelmet... | |                                                                                    |                                                                                    |  |
| 9     | ISBN: ISBN 978-4-7575-2015-8 | |                                                                                    |                                                                                    |  |
|       | | |                                                                                    |                                                                                    |  |
| 10    | - | - | 2007. október 22.                                                                  | -                                                                                  |  |
| 10    | Fejezetek - 036. A szelence (3. rész) ("BREW" 波乱(その3); "BREW" Haran (szono szan); Hepburn: "BREW" Haran (sono san)) - 037. A szelence (4. rész) ("BREW" 波乱(その4); "BREW" Haran (szono jon); Hepburn: "BREW" Haran (sono yon)) - 038. Belső gondok (1. rész) (内部調査(前編); Naibu csósza (zenpen); Hepburn: Naibu chōsa (zenpen)) - 039. Belső gondok (2. rész) (内部調査(後編); Naibu csósza (kóhen); Hepburn: Naibu chōsa (kōhen)) | Fejezetek - 036. A szelence (3. rész) ("BREW" 波乱(その3); "BREW" Haran (szono szan); Hepburn: "BREW" Haran (sono san)) - 037. A szelence (4. rész) ("BREW" 波乱(その4); "BREW" Haran (szono jon); Hepburn: "BREW" Haran (sono yon)) - 038. Belső gondok (1. rész) (内部調査(前編); Naibu csósza (zenpen); Hepburn: Naibu chōsa (zenpen)) - 039. Belső gondok (2. rész) (内部調査(後編); Naibu csósza (kóhen); Hepburn: Naibu chōsa (kōhen)) | Szereplő(k) a borítón - Ox Ford - Kilik Lunge - Kim Diehl                          | Szereplő(k) a borítón - Ox Ford - Kilik Lunge - Kim Diehl                          |  |
| 10    | Bár az Akadémiának nem sikerül megkaparintania a szelencét, az Arachnophobia is úgy hiszi, hogy megsemmisült. Egyikük sem tudja, hogy valójában Medúzához került, akinek szintén megvan a maga terve. Közben az Akadémián belső vizsgálat indul, mert úgy hiszik, kém épült be közéjük. A vizsgálatot vezető Bunyós Joe-t azonban meggyilkolják, és Stein lesz az első számú gyanúsított. Társai azonban szabadon engedik őt, hogy kerítse elő a valódi tettest. | |                                                                                    |                                                                                    |  |
| 10    | ISBN: ISBN 978-4-7575-2132-2 | |                                                                                    |                                                                                    |  |
|       | | |                                                                                    |                                                                                    |  |
| 11    | - | - | 2008. március 22.                                                                  | -                                                                                  |  |
| 11    | Fejezetek - 040. A döntés (決意; Kecui; Hepburn: Ketsui) - 041. A bohóc (1. rész) (道化師(前編); Dókesi (zenpen); Hepburn: Dōkeshi (zenpen)) - 042. A bohóc (2. rész) (道化師(中篇); Dókesi (csúhen); Hepburn: Dōkeshi (chūhen)) - 043. A bohóc (3. rész) (道化師(後編); Dókesi (kóhen); Hepburn: Dōkeshi (kōhen)) - 044. Választás (選択; Szentaku; Hepburn: Sentaku) | Fejezetek - 040. A döntés (決意; Kecui; Hepburn: Ketsui) - 041. A bohóc (1. rész) (道化師(前編); Dókesi (zenpen); Hepburn: Dōkeshi (zenpen)) - 042. A bohóc (2. rész) (道化師(中篇); Dókesi (csúhen); Hepburn: Dōkeshi (chūhen)) - 043. A bohóc (3. rész) (道化師(後編); Dókesi (kóhen); Hepburn: Dōkeshi (kōhen)) - 044. Választás (選択; Szentaku; Hepburn: Sentaku) | Szereplő(k) a borítón - Mifune - Angela Leon - Mosquito                            | Szereplő(k) a borítón - Mifune - Angela Leon - Mosquito                            |  |
| 11    | Maka, Soul, és Kidék egy különleges feladatra indulnak. A helyszín Oroszország, ahol egy elhagyatott üzemben a Bolygó Hollandi, és egy titokzatos bohóc uralják a falak közti világot, és terjesztik az őrületet. Maka és Soul komoly próbatétel elé kerülnek, de végül sikerül győztesen és megerősödve kikerülniük a harcból. Időközben az Akadémián egy titokzatos informátor leleplez három boszorkányt, akiknek a kiléte megdöbbent mindenkit. | |                                                                                    |                                                                                    |  |
| 11    | ISBN: ISBN 978-4-7575-2239-8 | |                                                                                    |                                                                                    |  |
|       | | |                                                                                    |                                                                                    |  |
| 12    | - | - | 2008. június 21.                                                                   | -                                                                                  |  |
| 12    | Fejezetek - 045. Alku (取り引き; Torihiki) - 046. A Baba Jaga-küldetés (1. rész) (ババ･ヤガーの城攻略作戦(その1); Baba Jagá no siro kórjaku szakuszen (szono icsi); Hepburn: Baba Yagā no shiro kōryaku sakusen (sono ichi)) - 047. A Baba Jaga-küldetés (2. rész) (ババ･ヤガーの城攻略作戦(その2); Baba Jagá no siro kórjaku szakuszen (szono ni); Hepburn: Baba Yagā no shiro kōryaku sakusen (sono ni)) - 048. A Baba Jaga-küldetés (3. rész) (ババ･ヤガーの城攻略作戦(その3); Baba Jagá no siro kórjaku szakuszen (szono szan); Hepburn: Baba Yagā no shiro kōryaku sakusen (sono san)) | Fejezetek - 045. Alku (取り引き; Torihiki) - 046. A Baba Jaga-küldetés (1. rész) (ババ･ヤガーの城攻略作戦(その1); Baba Jagá no siro kórjaku szakuszen (szono icsi); Hepburn: Baba Yagā no shiro kōryaku sakusen (sono ichi)) - 047. A Baba Jaga-küldetés (2. rész) (ババ･ヤガーの城攻略作戦(その2); Baba Jagá no siro kórjaku szakuszen (szono ni); Hepburn: Baba Yagā no shiro kōryaku sakusen (sono ni)) - 048. A Baba Jaga-küldetés (3. rész) (ババ･ヤガーの城攻略作戦(その3); Baba Jagá no siro kórjaku szakuszen (szono szan); Hepburn: Baba Yagā no shiro kōryaku sakusen (sono san)) | Szereplő(k) a borítón - Maka Albarn - Soul Eater - Blair                           | Szereplő(k) a borítón - Maka Albarn - Soul Eater - Blair                           |  |
| 12    | Medúza előáll az Akadémia számára tartogatott alkujával: hajlandó segíteni nekik behatolni a Baba Jaga kastélyba, hogy végezhessenek az Arachnophobiával, és magával Arachnéval, s cserébe pusztán csak azt kéri, hogy szabad kezet kapjon az akció lebonyolításában. A válogatott diákokból álló csapat és Medúza beépített segítői közösen próbálják meg a rejtett bejáraton való bejutás után semlegesíteni az Arachnét védő csapdákat. Mindeközben Moszkitó a halandó-manipulációs szerkezet segítségével agymosásnak veti alá Jackie-t és Kimet... | |                                                                                    |                                                                                    |  |
| 12    | ISBN: ISBN 978-4-7575-2300-5 | |                                                                                    |                                                                                    |  |
|       | | |                                                                                    |                                                                                    |  |
| 13    | - | - | 2008. október 22.                                                                  | -                                                                                  |  |
| 13    | Fejezetek - 049. A Baba Jaga-küldetés (ババ･ヤガーの城攻略作戦(その4); Baba Jagá no siro kórjaku szakuszen (szono jon); Hepburn: Baba Yagā no shiro kōryaku sakusen (sono yon)) - 050. A Baba Jaga-küldetés (5. rész) (ババ･ヤガーの城攻略作戦(その5); Baba Jagá no siro kórjaku szakuszen (szono go); Hepburn: Baba Yagā no shiro kōryaku sakusen (sono go)) - 051. A Baba Jaga-küldetés (6. rész) (ババ･ヤガーの城攻略作戦(その6); Baba Jagá no siro kórjaku szakuszen (szono roku); Hepburn: Baba Yagā no shiro kōryaku sakusen (sono roku)) - 052. A Baba Jaga-küldetés (7. rész) (ババ･ヤガーの城攻略作戦(その7); Baba Jagá no siro kórjaku szakuszen (szono nana); Hepburn: Baba Yagā no shiro kōryaku sakusen (sono nana)) | Fejezetek - 049. A Baba Jaga-küldetés (ババ･ヤガーの城攻略作戦(その4); Baba Jagá no siro kórjaku szakuszen (szono jon); Hepburn: Baba Yagā no shiro kōryaku sakusen (sono yon)) - 050. A Baba Jaga-küldetés (5. rész) (ババ･ヤガーの城攻略作戦(その5); Baba Jagá no siro kórjaku szakuszen (szono go); Hepburn: Baba Yagā no shiro kōryaku sakusen (sono go)) - 051. A Baba Jaga-küldetés (6. rész) (ババ･ヤガーの城攻略作戦(その6); Baba Jagá no siro kórjaku szakuszen (szono roku); Hepburn: Baba Yagā no shiro kōryaku sakusen (sono roku)) - 052. A Baba Jaga-küldetés (7. rész) (ババ･ヤガーの城攻略作戦(その7); Baba Jagá no siro kórjaku szakuszen (szono nana); Hepburn: Baba Yagā no shiro kōryaku sakusen (sono nana)) | Szereplő(k) a borítón - Black Star - Nakacukasza Cubaki                            | Szereplő(k) a borítón - Black Star - Nakacukasza Cubaki                            |  |
| 13    | Black Star visszatér Cubakival Japánból, és összecsap Mifunével. Végre sikerült elhatároznia, hogy a démon útja helyett a kard útját fogja járni, s így látványosan megerősödve jelenik meg - de kérdés, hogy ez elég lesz-e a szamuráj Végtelen Kardok Stílusával szemben. Ox és Harvar rálelnek az agymosott Kimre és Jackie-re, és megpróbálják őket kimenteni a gonosz markából. Mindeközben Kid és Free, a démonszemű férfi Moszkitóval csapnak össze, aki felveszi még korábbi formáit is... | |                                                                                    |                                                                                    |  |
| 13    | ISBN: ISBN 978-4-7575-2400-2 | |                                                                                    |                                                                                    |  |
|       | | |                                                                                    |                                                                                    |  |
| 14    | - | - | 2009. március 21.                                                                  | -                                                                                  |  |
| 14    | Fejezetek - 053. A Baba Jaga-küldetés (8. rész) (ババ･ヤガーの城攻略作戦(その8); Baba Jagá no siro kórjaku szakuszen (szono hacsi); Hepburn: Baba Yagā no shiro kōryaku sakusen (sono hachi)) - 054. A Baba Jaga-küldetés (9. rész) (ババ･ヤガーの城攻略作戦(その9); Baba Jagá no siro kórjaku szakuszen (szono kjú); Hepburn: Baba Yagā no shiro kōryaku sakusen (sono kyū)) - 055. A Baba Jaga-küldetés (10. rész) (ババ･ヤガーの城攻略作戦(その10); Baba Jagá no siro kórjaku szakuszen (szono dzsú); Hepburn: Baba Yagā no shiro kōryaku sakusen (sono jū)) - 056. A Baba Jaga-küldetés (11. rész) (ババ･ヤガーの城攻略作戦(その11); Baba Jagá no siro kórjaku szakuszen (szono dzsúicsi); Hepburn: Baba Yagā no shiro kōryaku sakusen (sono jūichi)) - 057. A Baba Jaga-küldetés (12. rész) (ババ･ヤガーの城攻略作戦(その12); Baba Jagá no siro kórjaku szakuszen (szono dzsúni); Hepburn: Baba Yagā no shiro kōryaku sakusen (sono jūni)) | Fejezetek - 053. A Baba Jaga-küldetés (8. rész) (ババ･ヤガーの城攻略作戦(その8); Baba Jagá no siro kórjaku szakuszen (szono hacsi); Hepburn: Baba Yagā no shiro kōryaku sakusen (sono hachi)) - 054. A Baba Jaga-küldetés (9. rész) (ババ･ヤガーの城攻略作戦(その9); Baba Jagá no siro kórjaku szakuszen (szono kjú); Hepburn: Baba Yagā no shiro kōryaku sakusen (sono kyū)) - 055. A Baba Jaga-küldetés (10. rész) (ババ･ヤガーの城攻略作戦(その10); Baba Jagá no siro kórjaku szakuszen (szono dzsú); Hepburn: Baba Yagā no shiro kōryaku sakusen (sono jū)) - 056. A Baba Jaga-küldetés (11. rész) (ババ･ヤガーの城攻略作戦(その11); Baba Jagá no siro kórjaku szakuszen (szono dzsúicsi); Hepburn: Baba Yagā no shiro kōryaku sakusen (sono jūichi)) - 057. A Baba Jaga-küldetés (12. rész) (ババ･ヤガーの城攻略作戦(その12); Baba Jagá no siro kórjaku szakuszen (szono dzsúni); Hepburn: Baba Yagā no shiro kōryaku sakusen (sono jūni)) | Szereplő(k) a borítón - Excalibur                                                  | Szereplő(k) a borítón - Excalibur                                                  |  |
| 14    | Miközben Kid vérre menő küzdelmet folytat Moszkitóval, új képességekre tesz szert. Az ellenséggel azonban nem ő, hanem a hirtelen felbukkanó ál-Eibon végez, aki aztán Eibon könyvébe szippantja Kidet. Közben a csapatok elvégzik a küldetésüket, és megszüntetik az Arachné termét védő varázst. Maka, Soul, és Medúza azonban döbbenten látják, hogy a varázslónő halott - de csak látszólag. Mindeközben Black Star és Mifune összecsapása is a kegyetlen vég felé tart... | |                                                                                    |                                                                                    |  |
| 14    | ISBN: ISBN 978-4-7575-2509-2 | |                                                                                    |                                                                                    |  |
|       | | |                                                                                    |                                                                                    |  |
| 15    | - | - | 2009. szeptember 18.                                                               | -                                                                                  |  |
| 15    | Fejezetek - 058. A Baba Jaga-küldetés (13. rész) (ババ･ヤガーの城攻略作戦(その13); Baba Jagá no siro kórjaku szakuszen (szono dzsúszan); Hepburn: Baba Yagā no shiro kōryaku sakusen (sono jūsan)) - 059. A Baba Jaga-küldetés (14. rész) (ババ･ヤガーの城攻略作戦(その14); Baba Jagá no siro kórjaku szakuszen (szono dzsújon); Hepburn: Baba Yagā no shiro kōryaku sakusen (sono jūyon)) - 060. A Baba Jaga-küldetés (15. rész) (ババ･ヤガーの城攻略作戦(その15); Baba Jagá no siro kórjaku szakuszen (szono dzsúgo); Hepburn: Baba Yagā no shiro kōryaku sakusen (sono jūgo)) - 061. Tiszta lappal, új kezdetek (とりあえずまとめ､ と始まり｡; Toriaezu matome, to hadzsimari.; Hepburn: Toriaezu matome, to hajimari.) - 062. Megalakulás (始動; Sidó; Hepburn: Shidō) | Fejezetek - 058. A Baba Jaga-küldetés (13. rész) (ババ･ヤガーの城攻略作戦(その13); Baba Jagá no siro kórjaku szakuszen (szono dzsúszan); Hepburn: Baba Yagā no shiro kōryaku sakusen (sono jūsan)) - 059. A Baba Jaga-küldetés (14. rész) (ババ･ヤガーの城攻略作戦(その14); Baba Jagá no siro kórjaku szakuszen (szono dzsújon); Hepburn: Baba Yagā no shiro kōryaku sakusen (sono jūyon)) - 060. A Baba Jaga-küldetés (15. rész) (ババ･ヤガーの城攻略作戦(その15); Baba Jagá no siro kórjaku szakuszen (szono dzsúgo); Hepburn: Baba Yagā no shiro kōryaku sakusen (sono jūgo)) - 061. Tiszta lappal, új kezdetek (とりあえずまとめ､ と始まり｡; Toriaezu matome, to hadzsimari.; Hepburn: Toriaezu matome, to hajimari.) - 062. Megalakulás (始動; Sidó; Hepburn: Shidō) | Szereplő(k) a borítón - Kid, a Halál fia - Liz Thompson - Patty Thompson           | Szereplő(k) a borítón - Kid, a Halál fia - Liz Thompson - Patty Thompson           |  |
| 15    | A Baba Jaga kastélyért folyó küzdelem a végéhez közeledik. Maka és Soul állnak szemben a démonisten őrületét magába olvasztó Arachnéval, ám a végső összecsapáshoz Medúzának is lesz egy-két szava. Eközben Stein professzor és Marie megtalálják Bunyós Joe igazi gyilkosát, akinek kiléte még számukra is meglepő. Halálisten mester, hogy sikerrel vehesse fel a harcot a démonistennel szemben, összeállít a legjobb diákokból egy elit csapatot, a Spartoit. A csapat vezetője Maka és Soul lesznek, akik összegyűjtöttek 99 emberi lelket, és egy boszorkányét, Arachnéét... | |                                                                                    |                                                                                    |  |
| 15    | ISBN: ISBN 978-4-7575-2678-5 | |                                                                                    |                                                                                    |  |
|       | | |                                                                                    |                                                                                    |  |
| 16    | - | - | 2010. február 22.                                                                  | -                                                                                  |  |
| 16    | Fejezetek - 063. Angyal leszek (天使になるもん; Tensi ni narumon; Hepburn: Tenshi ni narumon) - 064. Készenlét (心構え; Kokorogamae) - 065. Fekete szárnyak vs. fehér szárnyak (黒羽 VS 白羽; Kurohane VS sirohane; Hepburn: Kurohane VS shirohane) - 066. Boszorkánykutatás (1. rész) (魔女の研究(前編); Majo no kenkjú (zenpen); Hepburn: Majo no kenkyū (zenpen)) - 067. Boszorkánykutatás (2. rész) (魔女の研究(後編); Majo no kenkjú (kóhen); Hepburn: Majo no kenkyū (kōhen)) | Fejezetek - 063. Angyal leszek (天使になるもん; Tensi ni narumon; Hepburn: Tenshi ni narumon) - 064. Készenlét (心構え; Kokorogamae) - 065. Fekete szárnyak vs. fehér szárnyak (黒羽 VS 白羽; Kurohane VS sirohane; Hepburn: Kurohane VS shirohane) - 066. Boszorkánykutatás (1. rész) (魔女の研究(前編); Majo no kenkjú (zenpen); Hepburn: Majo no kenkyū (zenpen)) - 067. Boszorkánykutatás (2. rész) (魔女の研究(後編); Majo no kenkjú (kóhen); Hepburn: Majo no kenkyū (kōhen)) | Szereplő(k) a borítón - Maka Albarn - Soul Eater - Blair                           | Szereplő(k) a borítón - Maka Albarn - Soul Eater - Blair                           |  |
| 16    | Maka végre halálkaszává változtatta Soult, ám ezzel nem áll meg a tréning sem számára, sem a Spartoi számára. Noé egyik kreatúráját, Gophert küldi ugyanis Maka nyomába: meg akarja szerezni a lány lelkét, amellyel a démonisten nyomára tud bukkanni. Ám más erők sem pihennek: Kilik és a Thompson-ikrek egy kisvárosba utaznak, ahol Medúza laboratóriumát kell megtalálniuk. Ám arra nem is gondoltak volna, hogy a boszorkány újabb kísérleteket folytatott a fekete vérrel... | |                                                                                    |                                                                                    |  |
| 16    | ISBN: ISBN 978-4-7575-2790-4 | |                                                                                    |                                                                                    |  |
|       | | |                                                                                    |                                                                                    |  |
| 17    | - | - | 2010. július 22.                                                                   | -                                                                                  |  |
| 17    | Fejezetek - 068. A kétségbeesés mélysége, a tisztátalanság, a sötétség (捺落、不浄、暗黒; Naraku, fudzsó, ankoku; Hepburn: Naraku, fujō, ankoku) - 069. Szerelmi háromszög (三角関係; Szankaku kankei; Hepburn: Sankaku kankei) - 070. Üzleti út (出張; Succsó; Hepburn: Shutchō) - 071. A régi vezető (旧支配者; Kjú sihaisa; Hepburn: Kyū shihaisha) - 072. Mentőakció (1. rész) (サルベージ(その1); Szarubédzsi (szono icsi); Hepburn: Sarubēji (sono ichi)) | Fejezetek - 068. A kétségbeesés mélysége, a tisztátalanság, a sötétség (捺落、不浄、暗黒; Naraku, fudzsó, ankoku; Hepburn: Naraku, fujō, ankoku) - 069. Szerelmi háromszög (三角関係; Szankaku kankei; Hepburn: Sankaku kankei) - 070. Üzleti út (出張; Succsó; Hepburn: Shutchō) - 071. A régi vezető (旧支配者; Kjú sihaisa; Hepburn: Kyū shihaisha) - 072. Mentőakció (1. rész) (サルベージ(その1); Szarubédzsi (szono icsi); Hepburn: Sarubēji (sono ichi)) | Szereplő(k) a borítón - Chrona - Ragnarok                                          | Szereplő(k) a borítón - Chrona - Ragnarok                                          |  |
| 17    | Black Star összecsap Cronával, akit már majdnem legyőz, de az utolsó pillanatban Medúza visszavonulót fúj. Neki is meggyűlik a baja az időközben felbukkanó Justin Law-val, akivel aztán Tezca Tlipoca veszi fel a harcot. Tezca lenyomozza, hol rejtőzködik Justin és Noé, Black Star pedig elfogja Erukát, aki az Akadémia többi boszorkányával együtt kénytelen azon munkálkodni, hogy a Spartoi bejusson Eibon könyvébe. A kockázatos mentőakció során azonban hét fejezeten kell átrágniuk magukat, míg eljuthatnak Kidig. | |                                                                                    |                                                                                    |  |
| 17    | ISBN: ISBN 978-4-7575-2930-4 | |                                                                                    |                                                                                    |  |
|       | | |                                                                                    |                                                                                    |  |
| 18    | - | - | 2010. november 22.                                                                 | -                                                                                  |  |
| 18    | Fejezetek - 073. Mentőakció (2. rész) (サルベージ(その2); Szarubédzsi (szono ni); Hepburn: Sarubēji (sono ni)) - 074. Mentőakció (3. rész) (サルベージ(その3); Szarubédzsi (szono szan); Hepburn: Sarubēji (sono san)) - 075. Mentőakció (4. rész) (サルベージ(その4); Szarubédzsi (szono jon); Hepburn: Sarubēji (sono yon)) - 076. Mentőakció (5. rész) (サルベージ(その5); Szarubédzsi (szono go); Hepburn: Sarubēji (sono go)) | Fejezetek - 073. Mentőakció (2. rész) (サルベージ(その2); Szarubédzsi (szono ni); Hepburn: Sarubēji (sono ni)) - 074. Mentőakció (3. rész) (サルベージ(その3); Szarubédzsi (szono szan); Hepburn: Sarubēji (sono san)) - 075. Mentőakció (4. rész) (サルベージ(その4); Szarubédzsi (szono jon); Hepburn: Sarubēji (sono yon)) - 076. Mentőakció (5. rész) (サルベージ(その5); Szarubédzsi (szono go); Hepburn: Sarubēji (sono go)) | Szereplő(k) a borítón - Black Star                                                 | Szereplő(k) a borítón - Black Star                                                 |  |
| 18    | Eibon könyvében Kidet megszállja egy különös, Halálisten Nagy Öregjének tűnő entitás, amelynek hatására a tökéletes szimmetriát a semmiben és a pusztításban véli meglátni. Mindeközben a Spartoi fejezetről fejezetre halad a könyvben. Maka és Soul elszakadnak a többiektől, és előbb kapcsolatuk kerül próbára, majd a váratlanul felbukkanó Girikóval kell összecsapniuk. A többiek eközben számtalan nehézséggel néznek szembe, de végül Black Star lesz az, aki alámerülhet a legutolsó lapok világába, hogy küzdelem árán kiszabadíthassa Kidet. | |                                                                                    |                                                                                    |  |
| 18    | ISBN: ISBN 978-4-7575-3056-0 | |                                                                                    |                                                                                    |  |
|       | | |                                                                                    |                                                                                    |  |
| 19    | - | - | 2011. március 22.                                                                  | -                                                                                  |  |
| 19    | Fejezetek - 077. Mentőakció (6. rész) (サルベージ(その6); Szarubédzsi (szono roku); Hepburn: Sarubēji (sono roku)) - 078. Mentőakció (7. rész) (サルベージ(その7); Szarubédzsi (szono nana); Hepburn: Sarubēji (sono nana)) - 079. Mentőakció (8. rész) (サルベージ(その8); Szarubédzsi (szono hacsi); Hepburn: Sarubēji (sono hachi)) - 080. Mentőakció (9. rész) (サルベージ(その9); Szarubédzsi (szono kjú); Hepburn: Sarubēji (sono kyū)) - 081. Mentőakció (10. rész) (サルベージ（その10）; Szarubédzsi (szono dzsú); Hepburn: Sarubēji (sono jū)) | Fejezetek - 077. Mentőakció (6. rész) (サルベージ(その6); Szarubédzsi (szono roku); Hepburn: Sarubēji (sono roku)) - 078. Mentőakció (7. rész) (サルベージ(その7); Szarubédzsi (szono nana); Hepburn: Sarubēji (sono nana)) - 079. Mentőakció (8. rész) (サルベージ(その8); Szarubédzsi (szono hacsi); Hepburn: Sarubēji (sono hachi)) - 080. Mentőakció (9. rész) (サルベージ(その9); Szarubédzsi (szono kjú); Hepburn: Sarubēji (sono kyū)) - 081. Mentőakció (10. rész) (サルベージ（その10）; Szarubédzsi (szono dzsú); Hepburn: Sarubēji (sono jū)) | Szereplő(k) a borítón - Kid, a Halál fia                                           | Szereplő(k) a borítón - Kid, a Halál fia                                           |  |
| 19    | Miközben Black Star épp Kid jobb belátásra bírásán dolgozik, Maka és Soul összecsapnak, ezúttal utoljára, Girikóval. A páros csak csodával határos módon tud megmenekülni, Black Star pedig a könyvben lakozó Nagy Öreget győzi meg arról, hogy hatalmukkal legyőzhetik Noét. A végső összecsapásra Noé és a Spartoi között is ebben a kötetben kerül sor, mint ahogy az is kiderül, hogy Justin tudja, hol rejtőzik a démonisten... | |                                                                                    |                                                                                    |  |
| 19    | ISBN: ISBN 978-4-7575-3163-5 | |                                                                                    |                                                                                    |  |
|       | | |                                                                                    |                                                                                    |  |
| 20    | - | - | 2011. szeptember 22.                                                               | -                                                                                  |  |
| 20    | Fejezetek - 082. Amit a lélek diktál (行方; Jukue; Hepburn: Yukue) - 083. Őrült vér (狂血; Kjókecu; Hepburn: Kyōketsu) - 084. Helyreállítás (リカバリー; Rikabarí; Hepburn: Rikabarī) - 085. Üldözés (追跡; Cuiszeki; Hepburn: Tsuiseki) - 086. Pokoltűz (業火; Góka; Hepburn: Gōka) - 087. Csak egy egyszerű történet a gyilkolásról (ただ人を殺す単純な物語; Tada hito o koroszu tandzsun na monogatari; Hepburn: Tada hito o korosu tanjun na monogatari) | Fejezetek - 082. Amit a lélek diktál (行方; Jukue; Hepburn: Yukue) - 083. Őrült vér (狂血; Kjókecu; Hepburn: Kyōketsu) - 084. Helyreállítás (リカバリー; Rikabarí; Hepburn: Rikabarī) - 085. Üldözés (追跡; Cuiszeki; Hepburn: Tsuiseki) - 086. Pokoltűz (業火; Góka; Hepburn: Gōka) - 087. Csak egy egyszerű történet a gyilkolásról (ただ人を殺す単純な物語; Tada hito o koroszu tandzsun na monogatari; Hepburn: Tada hito o korosu tanjun na monogatari) | Szereplő(k) a borítón - Medusa                                                     | Szereplő(k) a borítón - Medusa                                                     |  |
| 20    | Bár maga Noé meghalt az Eibon könyvéért vívott harcban, Gopher megszökik a könyvvel, melynek Indexe egy új Noét teremt, csak ezúttal másik fejezetből: a haragéból. Időközben hírek érkeznek Moszkvából is, ahol Crona és Ragnarok végzik a fekete vérrel folytatott utolsó kísérletet, s ölik meg a helyi halálkaszát. Maka és Soul megpróbálják megoldani a helyzetet, de ők is az őrület hatása alá kerülnek. Míg a csata folyik, a halottnak hitt Tezca Tlipoca titokban kinyomozza Justin rejtekhelyét, és utánamegy, hogy meggyőzze arról, helytelen, amit csinál. Az azonban ebbe nem hajlandó belemenni, és gigászi összecsapás kezdődik. Eközben a fekete vér által befolyásolt Crona végez Medúzával. | |                                                                                    |                                                                                    |  |
| 20    | ISBN: ISBN 978-4-7575-3364-6 | |                                                                                    |                                                                                    |  |
|       | | |                                                                                    |                                                                                    |  |
| 21    | - | - | 2012. február 22.                                                                  | -                                                                                  |  |
| 21    | Fejezetek - 088. Vadászat (猟; Rjó; Hepburn: Ryō) - 089. Van valaki, akit tisztelek (見上げれば奴がいる; Miagereba jacu ga iru; Hepburn: Miagereba yatsu ga iru) - 090. A Hold (月; Cuki; Hepburn: Tsuki) - 091. Háború a Holdon (1. rész) (月面戦争（その１）; Gecumen szenszó (szono icsi); Hepburn: Getsumen sensō (sono ichi)) - 092. Háború a Holdon (2. rész) (月面戦争（その２）; Gecumen szenszó (szono ni); Hepburn: Getsumen sensō (sono ni)) | Fejezetek - 088. Vadászat (猟; Rjó; Hepburn: Ryō) - 089. Van valaki, akit tisztelek (見上げれば奴がいる; Miagereba jacu ga iru; Hepburn: Miagereba yatsu ga iru) - 090. A Hold (月; Cuki; Hepburn: Tsuki) - 091. Háború a Holdon (1. rész) (月面戦争（その１）; Gecumen szenszó (szono icsi); Hepburn: Getsumen sensō (sono ichi)) - 092. Háború a Holdon (2. rész) (月面戦争（その２）; Gecumen szenszó (szono ni); Hepburn: Getsumen sensō (sono ni)) | Szereplő(k) a borítón - Justin Law                                                 | Szereplő(k) a borítón - Justin Law                                                 |  |
| 21    | Soul, Maka, Black Star, és Tsubaki egy messzi falu lakóinak segítenek egyéves rituális vadászaton elkapni egy égi bálnát. A magasban Maka különösen erős őrületet érez. Hazatérve a Spartoi kapja a feladatot, hogy ölje meg Cronát, amit Maka ellenez. Hogy a nyomára bukkanjon, kiterjeszti lélekérzékelő képességét, s ekkor véletlenül rájön, hogy Asura, a démonisten a Holdon rejtőzködik. Az Akadémia összegyűjti a halálkaszákat, és Kid vezetésével a Holdra vezényli őket, ahol Justinnal és a bohócokkal kell összecsapniuk, míg Maka tovább keresi Cronát... | |                                                                                    |                                                                                    |  |
| 21    | ISBN: ISBN 978-4-7575-3501-5 | |                                                                                    |                                                                                    |  |
|       | | |                                                                                    |                                                                                    |  |
| 22    | - | - | 2012. július 22.                                                                   | -                                                                                  |  |
| 22    | Fejezetek - 093. Háború a Holdon (3. rész) (月面戦争（その３）; Gecumen szenszó (szono szan); Hepburn: Getsumen sensō (sono san)) - 094. Háború a Holdon (4. rész) (月面戦争（その４）; Gecumen szenszó (szono jon); Hepburn: Getsumen sensō (sono yon)) - 095. Háború a Holdon (5. rész) (月面戦争（その５）; Gecumen szenszó (szono go); Hepburn: Getsumen sensō (sono go)) - 096. Háború a Holdon (6. rész) (月面戦争（その6）; Gecumen szenszó (szono roku); Hepburn: Getsumen sensō (sono roku)) - 097. Háború a Holdon (7. rész) (月面戦争(その7); Gecumen szenszó (szono nana); Hepburn: Getsumen sensō (sono nana)) | Fejezetek - 093. Háború a Holdon (3. rész) (月面戦争（その３）; Gecumen szenszó (szono szan); Hepburn: Getsumen sensō (sono san)) - 094. Háború a Holdon (4. rész) (月面戦争（その４）; Gecumen szenszó (szono jon); Hepburn: Getsumen sensō (sono yon)) - 095. Háború a Holdon (5. rész) (月面戦争（その５）; Gecumen szenszó (szono go); Hepburn: Getsumen sensō (sono go)) - 096. Háború a Holdon (6. rész) (月面戦争（その6）; Gecumen szenszó (szono roku); Hepburn: Getsumen sensō (sono roku)) - 097. Háború a Holdon (7. rész) (月面戦争(その7); Gecumen szenszó (szono nana); Hepburn: Getsumen sensō (sono nana)) | Szereplő(k) a borítón - Asura                                                      | Szereplő(k) a borítón - Asura                                                      |  |
| 22    | A Holdon az Akadémia csapatai összecsapnak a démonisten bohóchadseregeivel, és végeznek Justinnal. Ám hiába Kid hősiessége, és a Steinen hirtelen újra úrrá lévő őrület, hatalmával nem tudnak szembeszállni. Halálisten mester azonban már megtalálta a megoldást: szerinte a boszorkányok lélekvédelme lehet a megoldás a problémákra. Mindeközben Maka és a Spartoi megtalálják Cronát, akinek viszont már csak egyetlen szándéka van: a Holdra menni, megkeresni a démonistent, és igába hajtani őt. | |                                                                                    |                                                                                    |  |
| 22    | ISBN: ISBN 978-4-7575-3659-3 | |                                                                                    |                                                                                    |  |
|       | | |                                                                                    |                                                                                    |  |
| 23    | - | - | 2012. december 22.                                                                 | -                                                                                  |  |
| 23    | Fejezetek - 098. Boszorkányper (魔女裁判; Madzso szaiban; Hepburn: Majo saiban) - 099. Értettem! (ヨーソロー!; Jószoró!; Hepburn: Yōsorō!) - 100. Irány a Hold (月へ; Cuki e; Hepburn: Tsuki e) - 101. Háború a Holdon II. (1. rész) (第2次月面戦争（その1）; Dai ni-dzsi Gecumen szenszó (szono icsi); Hepburn: Dai ni-ji Getsumen sensō (sono ichi)) - 102. Háború a Holdon II. (2. rész) (第2次月面戦争（その2）; Dai ni-dzsi Gecumen szenszó (szono ni); Hepburn: Dai ni-ji Getsumen sensō (sono ni)) | Fejezetek - 098. Boszorkányper (魔女裁判; Madzso szaiban; Hepburn: Majo saiban) - 099. Értettem! (ヨーソロー!; Jószoró!; Hepburn: Yōsorō!) - 100. Irány a Hold (月へ; Cuki e; Hepburn: Tsuki e) - 101. Háború a Holdon II. (1. rész) (第2次月面戦争（その1）; Dai ni-dzsi Gecumen szenszó (szono icsi); Hepburn: Dai ni-ji Getsumen sensō (sono ichi)) - 102. Háború a Holdon II. (2. rész) (第2次月面戦争（その2）; Dai ni-dzsi Gecumen szenszó (szono ni); Hepburn: Dai ni-ji Getsumen sensō (sono ni)) | Szereplő(k) a borítón - Black Star - Kid, a Halál fia                              | Szereplő(k) a borítón - Black Star - Kid, a Halál fia                              |  |
| 23    | Kid és kis csapata a boszorkányok világába látogat, ahol az új rendbe vetett hitével meggyőzi a boszorkányokat, hogy harcoljanak az Akadémia oldalán a démonisten ellen. A Holdon Sidék éppen Asura rejtekhelyét keresik, míg a többiek, a frissen érkezett Maka és Black Star segédletével szembeszállnak a bohócokkal. Ám a teljes győzelemhez szükség van a boszorkányok lélekvédelmére... | |                                                                                    |                                                                                    |  |
| 23    | ISBN: ISBN 978-4-7575-3812-2 | |                                                                                    |                                                                                    |  |
|       | | |                                                                                    |                                                                                    |  |
| 24    | - | - | 2013. június 22.                                                                   | -                                                                                  |  |
| 24    | Fejezetek - 103. Háború a Holdon III. (3. rész) (第2次月面戦争（その3）; Dai ni-dzsi Gecumen szenszó (szono szan); Hepburn: Dai ni-ji Getsumen sensō (sono san)) - 104. A Hold sötét oldala I. (1. rész) (ザダークサイドオブザムーン I; Za Dáku Szaido Obu Za Mún I; Hepburn: Za Dāku Saido Obu Za Mūn I) - 105. A Hold sötét oldala II. (2. rész) (ザダークサイドオブザムーン II; Za Dáku Szaido Obu Za Mún II; Hepburn: Za Dāku Saido Obu Za Mūn II) - 106. A Hold sötét oldala III. (3. rész) (ザダークサイドオブザムーン III; Za Dáku Szaidóo Obu Za Mún III; Hepburn: Za Dāku Saido Obu Za Mūn III) - 107. A Hold sötét oldala IV. (4. rész) (ザダークサイドオブザムーン IV; Za Dáku Szaido Obu Za Mún IV; Hepburn: Za Dāku Saido Obu Za Mūn IV) | Fejezetek - 103. Háború a Holdon III. (3. rész) (第2次月面戦争（その3）; Dai ni-dzsi Gecumen szenszó (szono szan); Hepburn: Dai ni-ji Getsumen sensō (sono san)) - 104. A Hold sötét oldala I. (1. rész) (ザダークサイドオブザムーン I; Za Dáku Szaido Obu Za Mún I; Hepburn: Za Dāku Saido Obu Za Mūn I) - 105. A Hold sötét oldala II. (2. rész) (ザダークサイドオブザムーン II; Za Dáku Szaido Obu Za Mún II; Hepburn: Za Dāku Saido Obu Za Mūn II) - 106. A Hold sötét oldala III. (3. rész) (ザダークサイドオブザムーン III; Za Dáku Szaidóo Obu Za Mún III; Hepburn: Za Dāku Saido Obu Za Mūn III) - 107. A Hold sötét oldala IV. (4. rész) (ザダークサイドオブザムーン IV; Za Dáku Szaido Obu Za Mún IV; Hepburn: Za Dāku Saido Obu Za Mūn IV) | Szereplő(k) a borítón - Halálisten mester - Asura                                  | Szereplő(k) a borítón - Halálisten mester - Asura                                  |  |
| 24    | A Holdon felébred a démonisten és megkezdi az őrület terjesztését. Noé megpróbálja megkaparintani, de Asura könnyűszerrel legyőzi őt és elnyeli Eibon könyvét is. Nem számol azonban Cronával, aki a fekete vér segítségével magába olvasztja őt. Különleges lélekhullám-összezavaró támadása miatt Maka csak Spirit segítségével tudja őt legyőzni, ám ekkor a démonisten kerekedik felül és nyeli el Cronát. Asura leleplezi magát: ő és Kid valójában testvérek, és kettejük közt fog eldőlni, melyikük is lehet a következő halálisten... | |                                                                                    |                                                                                    |  |
| 24    | ISBN: ISBN 978-4757539792 | |                                                                                    |                                                                                    |  |
|       | | |                                                                                    |                                                                                    |  |
| 25    | - | - | 2013. december 12.                                                                 | -                                                                                  |  |
| 25    | Fejezetek - 108. A Hold sötét oldala V. (ザダークサイドオブザムーン V; Za Dáku Szaido Obu Za Mún V; Hepburn: Za Dāku Saido Obu Za Mūn I) - 109. A Hold sötét oldala VI. (ザダークサイドオブザムーン VI; Za Dáku Szaido Obu Za Mún VI; Hepburn: Za Dāku Saido Obu Za Mūn I) - 110. A Hold sötét oldala VII. (ザダークサイドオブザムーン VII; Za Dáku Szaido Obu Za Mún VII; Hepburn: Za Dāku Saido Obu Za Mūn II) - 111. A Hold sötét oldala VIII. (ザダークサイドオブザムーン VIII; Za Dáku Szaidóo Obu Za Mún VIII; Hepburn: Za Dāku Saido Obu Za Mūn III) - 112. A Hold sötét oldala IX. (ザダークサイドオブザムーン IX; Za Dáku Szaido Obu Za Mún IX; Hepburn: Za Dāku Saido Obu Za Mūn IV) - 113. Az utolsó Soul Eater (ラスト ソウルイーター; Rászuto Szóru Ítá; Hepburn: Rāsuto Sōru Ītā) | Fejezetek - 108. A Hold sötét oldala V. (ザダークサイドオブザムーン V; Za Dáku Szaido Obu Za Mún V; Hepburn: Za Dāku Saido Obu Za Mūn I) - 109. A Hold sötét oldala VI. (ザダークサイドオブザムーン VI; Za Dáku Szaido Obu Za Mún VI; Hepburn: Za Dāku Saido Obu Za Mūn I) - 110. A Hold sötét oldala VII. (ザダークサイドオブザムーン VII; Za Dáku Szaido Obu Za Mún VII; Hepburn: Za Dāku Saido Obu Za Mūn II) - 111. A Hold sötét oldala VIII. (ザダークサイドオブザムーン VIII; Za Dáku Szaidóo Obu Za Mún VIII; Hepburn: Za Dāku Saido Obu Za Mūn III) - 112. A Hold sötét oldala IX. (ザダークサイドオブザムーン IX; Za Dáku Szaido Obu Za Mún IX; Hepburn: Za Dāku Saido Obu Za Mūn IV) - 113. Az utolsó Soul Eater (ラスト ソウルイーター; Rászuto Szóru Ítá; Hepburn: Rāsuto Sōru Ītā) | Szereplő(k) a borítón - Halálisten mester - Crona - Kid - Black Star - Maka Albarn | Szereplő(k) a borítón - Halálisten mester - Crona - Kid - Black Star - Maka Albarn |  |
| 25    | Halálisten mester meghal, de cserébe Kid homlokán összeérnek a vonalak, és ő is halálistenné változik. A démonistennel való összecsapás azonban nehezebbnek ígérkezik, mint bárki sejtené. Hogy kiszabadítsa Cronát, Maka a fekete vér erejét veszi igénybe, hogy bejusson Asura testébe. Crona azonban nem akarja elhagyni a testet, hanem inkább belülről blokkolja a saját fekete vérével a démonistent, hogy soha ne tudja elhagyni a Holdat - az égitest teljes befeketedése árán. A világban újra béke honol, egy újfajta, különös őrülettel, és a boszorkányokkal való békés együttéléssel. Soul Eater pedig, az új szövetség megpecsételéseképp, az utolsó halálkaszává válik. | |                                                                                    |                                                                                    |  |
| 25    | ISBN: ISBN 978-4-7575-4163-4 | |                                                                                    |                                                                                    |  |